# Repräsentantenhaus von Mississippi
Das Repräsentantenhaus von Mississippi (Mississippi House of Representatives) ist das Unterhaus der Mississippi Legislature, der Legislative des US-Bundesstaates Mississippi.
Der Sitzungssaal des Repräsentantenhauses befindet sich gemeinsam mit dem Staatssenat im Mississippi State Capitol in der Hauptstadt Jackson.
Eine Wahlperiode dauert vier Jahre. Die Parlamentskammer setzt sich laut Mississippis Staatsverfassung von 1890 aus nicht mehr als 122 Abgeordneten zusammen, die jeweils einen Wahldistrikt repräsentieren. Die Abgeordneten werden jeweils für vierjährige Amtszeiten gewählt. Als Abgeordneter muss man bestimmte Kriterien erfüllen, (a) erstens muss man mindestens 21 Jahre alt sein, (b) zweitens muss man die letzten vier Jahre in Mississippi gelebt haben und (c) drittens muss man die letzten zwei Jahre in seinem Wahldistrikt gelebt haben. Das gegenwärtige Staatsrecht sieht die maximale Abgeordnetenanzahl vor. Ferner sieht die Verfassung auch vor, dass die Legislative aller vier an 125 Tagen zusammen treten soll, wobei es in den anderen Jahren nur an 90 Tagen geschehen soll.

## Zusammensetzung
| Partei | Partei                 | Abgeordnete |
| ------ | ---------------------- | ----------- |
|        | Republikanische Partei | 80          |
|        | Demokratische Partei   | 40          |
| Summe  | Summe                  | 122         |

### Wichtige Mitglieder
| Position                            | Name                  | Partei       |
| ----------------------------------- | --------------------- | ------------ |
| Speaker                             | Jason White           | Republikaner |
| Speaker pro tempore                 | Manly Barton          | Republikaner |
| Oppositionsführer / Minority Leader | Robert L. Johnson III | Demokrat     |